# Cartoonito (Europa nord-occidentale)
Cartoonito è un canale televisivo edito da Warner Bros. Discovery International visibile 24 ore su 24 via cavo. 
È nato il 14 settembre 2024 grazie alla fusione tra Cartoonito (Portogallo) e Cartoonito (Scandinavia); trasmette programmi rivolti ai bambini di età compresa tra 2 e 6 anni.

## Storia
È nato il 14 settembre 2024 grazie alla fusione tra Cartoonito (Portogallo) e Cartoonito (Scandinavia); trasmette programmi rivolti ai bambini di età compresa tra 2 e 6 anni.

## Palinsesto
- Batwheels
- Bugs Bunny Costruzioni
- Dorothy e le meraviglie di Oz
- Grizzy e i lemming - Pelosi e dispettosi
- Lu & the Bally Bunch
- Mr. Bean
- Moley
- Mico e i FuFunghi
- The Tom & Jerry Show

## Loghi

Dal 2024